# La Ferrière-Béchet
La Ferrière-Béchet is een gemeente in het Franse departement Orne (regio Normandië) en telt 199 inwoners (2004). De plaats maakt deel uit van het arrondissement Alençon.

## Geografie
De oppervlakte van La Ferrière-Béchet bedraagt 13,7 km², de bevolkingsdichtheid is 14,5 inwoners per km².
De onderstaande kaart toont de ligging van La Ferrière-Béchet met de belangrijkste infrastructuur en aangrenzende gemeenten.

## Demografie
Onderstaande figuur toont het verloop van het inwonertal (bron: INSEE-tellingen).